# 藤原高直
藤原 高直（ふじわら の たかなお）は、平安時代初期の貴族。名は亮直とも記される。藤原北家、大納言・藤原愛発の子。官位は従五位下・摂津守。

## 経歴
承和8年（841年）従五位下に叙爵。承和9年（842年）に発生した承和の変では、春宮を廃された恒貞親王に春宮大進として仕えていたことから、高直も連座して駿河権介に左遷される。なお、この政変では父の大納言・藤原愛発も解官の上で京外追放となっている。
承和14年（847年）2月に承和の変で配流された藤原貞守らと共に罪を赦されて入京を命ぜられ、同年10月には山城国班田使次官として官界に復帰した。翌承和15年（848年）駿河守に任ぜられ、その後時期は不明ながら摂津守も務めるなど、地方官を歴任している。

## 官歴
注記のないものは『続日本後紀』による。
- 時期不詳：正六位上。春宮大進
- 承和8年（841年） 11月20日：従五位下
- 承和9年（842年） 7月26日：駿河権介
- 承和14年（847年） 2月10日：入京。10月17日：山城国班田使次官
- 承和15年（848年） 正月13日：駿河守
- 時期不詳：摂津守[1]